# Donanakatte, Arsikere
Donanakatte là một làng thuộc tehsil Arsikere, huyện Hassan, bang Karnataka, Ấn Độ.